# Rejilla criptográfica

Ejemplo de una rejilla criptográfica: la Rejilla de Fleissner

Una rejilla, en criptografía, también llamada enrejado o celosía, no es más que un aparato que se emplea como ayuda en un cifrado, normalmente por transposición, de modo análogo al Disco de Alberti o las tablas de Vigenère para los métodos de sustitución. Está pensado para ser empleado con los métodos de papel y lápiz.

## Rejilla de Cardano
Artículo principal: Rejilla de Cardano
El primero en sugerir emplear las rejillas como aparatos criptográficos fue el matemático renacentista italiano Girolamo Cardano en su escrito, De Subtilitat, 
```
 Obtenga dos piezas idénticas de pergamino y corte agujeros en ellos de dimensiones similares al tamaño normal de sus letras, alguno de ellos para albergar siete, tres, ocho o diez, suficiente para contener sobre unas ciento veinte letras en total. Uno de estos pergaminos se da a su corresponsal y el otro lo conserva consigo. Cuando quiera comunicar su secreto escriba lo que quiera, teniendo cuidado en poner una frase solo en cada hoja a través de los agujeros del pergamino, y después debe intentar componer un mensaje que parezca inocente para rellenar los huecos. Tenga cuidado en evitar cualquier sospecha, y preserve la continuidad del asunto en toda la carta. Cuando vuestro amigo la reciba, todo lo que tiene que hacer es cubrir la hoja con el segundo pergamino, y vuestro mensaje secreto aparecerá inmediatamente
[
1
]
```

No obstante, este método es más un aparato esteganográfico que un auténtico cifrado. Esto se debe a que el mensaje escrito alrededor de nuestra cifra está ahí, exclusivamente, para distraer la atención. Señalar que este sistema presenta graves problemas al ser difícil poder elaborar un texto creíble con las limitaciones previstas. Dicho esto, es posible emplear una rejilla para revelar un mensaje en un listado de letras aparentemente aleatorias. En ese uso, sí que sería un aparato propiamente criptográfico. Incluso, como recomendaba Francis Bacon, podría emplearse para enviar dos mensajes contrapuestos. El criptógrafo francés, Blaise de Vigenère, al parecer, no confiaba demasiado en este sistema.

### En la cultura popular
El método original de Cardano es empleado en la película Con Air, por el personaje Cyrus The Virus Grissom, interpretado por John Malkovich, para comunicarse desde la prisión, empleando una imagen de la Última Cena a la que se le habían quitado los ojos de los personajes para revelar el mensaje de una carta aparentemente inocente, de un abogado.
El segundo método, revelar un mensaje en unas letras aleatorias, fue empleado por el espía ruso, Valeri Petrofsky, interpretado por Pierce Brosnan, en la película de 1987 El cuarto protocolo.

## Las Rejillas como método de transposición
Las rejillas pueden emplearse, igualmente, como métodos directos de transposición empleándolas como guía para realizar una transposición. Al parecer, esta transición se llevó a cabo en algún momento del siglo XVII. A este respecto las rejillas se dividen en dos grupos según su forma de creación, las ordinarias y las rotatorias. Las rejillas ordinarias se crean tal y como describió Cardano. Para las rejillas giratorias véase más abajo.
Una posibilidad se ha sugerido para evitar a los comunicantes tener que mantener el secreto de sus rejillas (uno de los clásicos problemas de reparto de claves), emplear crucigramas, idealmente, los publicados en periódicos de uso común tanto para emisor como para receptor. De esa forma, la rejilla ya estaría disponible y sería totalmente inocente y justificable su posesión. Es importante destacar que los crucigramas de la tradición anglosajona (en lengua inglesa) presentan un mayor número de cuadros negros, y un menor número de palabras de dos letras que sus equivalentes de tradición continental (en francés, o español, por ejemplo).
En todo caso, tanto en uno como en otro caso, las rejillas se emplean para dotar de una cierta irregularidad a la transposición de un modo que sería difícil conseguir con una clave simplemente memorizada. A este respecto, la rejilla puede ser una herramienta muy útil transponiendo de muy diversas formas según se varíe el modo de introducir el texto en claro (de izquierda a derecha, en columnas, empezando por una casilla determinada, etcétera) y de leer el texto cifrado (donde se pueden hacer las mismas consideraciones). Otra posibilidad es la numeración previa, y desordenada, de las casillas de nuestra rejilla, escribiendo el mensaje en claro de acuerdo con este orden, se logra una transposición razonablemente compleja. No obstante, este sistema es propenso a los errores de transcripción.
El general italiano Luigi Sacco en su libro Manuel de cryptographie presenta lo que llama “rejilla indefinida”, una rejilla de forma rectangular con un número de filas fijo y un número de columnas arbitrario (o elegido en función de la longitud del mensaje). En cada una de las columnas, se reparten las celdas arbitrariamente entre llenas y vacías dentro del total de filas predeterminado. De esta forma se puede, igualmente, señalar una gran variedad de transposiciones distintas con la misma rejilla. Rejillas de este tipo fueron empleadas durante la Guerra Civil española entre 1936 y 1939.
Esta flexibilidad de uso se señala, por ejemplo, en las cifras empleadas por algunos espías confederados durante la Guerra de Secesión, al emplear solamente fragmentos de una rejilla mayor (George T. Sinclair, relativo al asunto del buque Pampero), o por la rejilla de cifrado alemana Rasterschlüssel 44, empleada para el nivel táctico.

## La Rejilla giratoria
Las rejillas giratorias fueron descritas por el Barón Edouard Fleissner von Wostrowitz, antiguo coronel del ejército austrohúngaro, y por ese motivo también se las llama rejillas de Fleissner, aunque parece ser que ya estaban en uso anteriormente. Se trata de rejillas de forma cuadrada que tienen cuatro posiciones dependiendo de la parte que quede hacia arriba.
Para construirlas, basta con dividir la rejilla en cuatro cuadrantes iguales y numerar cada uno de ellos con la especificidad de que cada cuarto estará girado 90° con respecto al precedente. Una vez hecho esto, bastará con perforar una vez (y solamente una) cada uno de los números. En caso de que la rejilla tenga un número impar de casillas por lado (como 5, 7, 9 o superiores), cada uno de estos cuatro cuadrantes tendrá forma de paralelogramo y habrá que aclarar si la casilla central se deja sin perforar o, cuando tendría que ser rellenada.
Para manejar las rejillas giratorias basta con escribir el mensaje en claro en los huecos perforados en las mismas e ir girando la rejilla conforme se iban terminando los espacios.
Durante la I Guerra Mundial, en 1916, el ejército alemán empleó una serie de rejillas giratorias para sus comunicaciones. Estas rejillas recibían nombres distintos según el tamaño de las mismas, en las rejillas de orden impar, uno de los lados estaba marcado en color negro para indicar que era con ese con el que debía rellenarse la casilla central:
```
 5x5 ANNA
 6x6 BERTA
 7x7 CLARA
 8x8 DORA
 9x9 EMIL
 10x10 FRANZ
```

### En la cultura popular
El uso más famoso de este método de cifrado aparece en la novela Matías Sandorf de Julio Verne, donde no sólo tiene una importancia crucial en la trama sino que se explica su funcionamiento.

### Elaboración de las rejillas giratorias
En su libro, el coronel Fleissner da a conocer un método para la elaboración de rejillas cuadradas de orden impar, (con lados de 3, 5, 7 y sucesivos) dejando la casilla central sólida, sin agujero. Por su parte, en su Tratado de criptografía con especial aplicación al Ejército, J. G. Carmona, aparte de mencionar el anterior, indica un método para la elaboración de rejillas cuadradas de orden par (con lados de 2, 4, 6 y sucesivos). El método de Carmona, cómo él mismo indica, tiene la peculiaridad de que cada cuadrado de orden superior, se puede construir sobre el cuadrado de orden inferior. Indica también que, si se deja sin fijar al siguiente cada uno de los cuadrados de orden inferior, se puede, por rotación, aumentar el número de rejillas posibles a generar con la misma plantilla. Carmona indica, igualmente, que en el caso de las rejillas de orden impar (con lados de 3, 5, 7 y sucesivos), dejando la casilla central sin tocar, se pueden emplear consideraciones similares para elaborarlas.
Otro método alternativo, en las rejillas cuadradas de orden par, es la división del total de la plantilla en cuatro cuadrantes y numerar cada una de las casillas dentro de los mismos. La rotación de estos números y su sucesiva perforación, sin repetir nunca, permite elaborar la rejilla.

## Seguridad de los cifrados con rejilla
La seguridad de los cifrados con rejilla es la propia de los sistemas de cifrado por transposición aunque no es menos cierto que las rejillas, en cuanto tales, pueden violar los segundo y tercer principios de Kerckhoffs al ser recordatorios escritos tanto del algoritmo de cifrado como de la clave por cuanto que su descubrimiento revelaría completamente el contenido de los mensajes secretos. Siendo su naturaleza la propia de un sistema de transposición, pueden ser empleadas en conjunción con cifrados por sustitución, de hecho, el general Luigi Sacco recomendó emplear las rejillas junto con métodos de sustitución fraccionada, como las cifras bífida y trífida de Delastelle, para aumentar la seguridad tanto de unas como de otras.

## Algoritmos de cifrado con rejillas
- Rejilla de Cardano
- Rejilla indefinida
- Rejilla numerada
- Rejilla giratoria
- Aparato cifrador RF
- Rasterschlüssel 44